# Viva (Pooh)
Viva è il dodicesimo album del complesso musicale italiano dei Pooh, pubblicato nel 1979 dalla casa discografica CGD. Uscito in settembre, seguiva il singolo Io sono vivo.

## Il disco
Rispetto all'album precedente, Viva non presenta grandi differenze nei suoni, che vengono spesso da sintetizzatore e chitarra elettrica. Il disco si distingue soprattutto per un suo maggior dinamismo vitale. Il riferimento alla vita traspare già in diversi titoli dell'album ed è confermato dall'energia del fulmine che squarcia il cielo in copertina. La voglia di vivere esplode nel singolo, Io sono vivo, si ritrova nel brano omonimo strumentale rockeggiante (Viva) e traspare chiaramente anche nei testi di Tutto adesso e Rubiamo un'isola, alternandosi comunque alle atmosfere più soffuse di alcuni pezzi delicati (Una donna normale, Così ti vorrei). Con il brano autobiografico In concerto, in particolare, i Pooh ricordano la sensazione di solitudine che può comportare il loro mestiere di musicisti.
Alcuni coretti del disco (Notte a sorpresa) ricordano quelli dei Bee Gees, il complesso che a quel tempo esercitava il maggior influsso a livello mondiale.
Susanna e basta è dedicata al merlo indiano che aveva Red Canzian all'epoca. Contiene arrangiamenti spogli ed acustici fatta eccezione per l'introduzione eseguita con una tecnica di "slide guitar".
Il brano L'ultima notte di caccia, anch'esso spumeggiante di vitalità, racconta la leggenda di Powha, un indiano d'America, che viene ucciso in seguito ad un agguato tesogli da una donna bianca: questa finge di essere interessata a lui, ma in realtà lo attira in una trappola dove Powha troverà i suoi assassini. Chiude il disco il brano omonimo strumentale, che inizia senza soluzione di continuità con il precedente, con i sintetizzatori di Roby Facchinetti. I due brani congiunti alla fine dell'album formano un'unità composta da canzone e pezzo strumentale paragonabile a quella del doppio pezzo Parsifal, che alcuni anni prima concludeva l'album omonimo.
L'album costituisce uno dei maggiori successi di vendite dei Pooh (circa mezzo milione di copie).

## Tracce
1. Io sono vivo (Facchinetti-Negrini) - 5'19"  Voce principale: Roby
2. Notte a sorpresa (Facchinetti-Negrini) - 3'19"  Voce principale: Roby
3. Una donna normale (Battaglia-Negrini) - 3'26"  Voce principale: Dodi e Roby
4. Tutto adesso (Facchinetti-Negrini) - 3'19"  Voce principale: Roby e Dodi
5. ... In concerto (Facchinetti-Negrini) - 3'35"  Voce principale: Roby
6. Rubiamo un'isola (Facchinetti-D'Orazio) - 3'41"  Voce principale: Roby
7. Così ti vorrei (Facchinetti-D'Orazio) - 3'56"  Voce principale: Roby e Dodi
8. Susanna e basta (Canzian-Negrini) - 2'49"  Voce principale: Dodi e Roby
9. L'ultima notte di caccia (Facchinetti-Negrini) - 4'46"  Voce principale: Red e Dodi
10. Viva (Strumentale) (Facchinetti) - 3'54"

## Formazione
- Roby Facchinetti - voce, pianoforte, tastiera
- Dodi Battaglia - voce, chitarra, mandolino
- Stefano D'Orazio - voce, batteria, percussioni
- Red Canzian - voce, basso

## Singoli estratti
- Io sono vivo (il lato B di questo singolo, Sei tua sei mia, non fu incluso nell'album)
- Notte a sorpresa/Tutto adesso